# Pierre Lequiller
Pierre Lequiller (ur. 4 grudnia 1949 w Londynie) – francuski polityk, ekonomista i samorządowiec, długoletni poseł do Zgromadzenia Narodowego.

## Życiorys
Ukończył studia ekonomiczne, kształcił się w szkole biznesowej HEC Paris oraz w Instytucie Nauk Politycznych w Paryżu. Pracował w banku Société Générale, od 1974 do 1984 odpowiadając za region Afryki. Długoletni działacz samorządowy – od 1977 zastępca mera Louveciennes, od 1985 do 2001 mer tej miejscowości. Od 1979 wybierany na radnego Yvelines. W 2015 został radnym regionu Île-de-France.
W 1988 po raz pierwszy wybrany do Zgromadzenia Narodowego, z powodzeniem ubiegał się o poselską reelekcję w 1993, 1997, 2002, 2007 i 2012. Reprezentował francuski parlament w Konwencie Europejskim. Od 2000 do 2002 był wiceprzewodniczącym Zgromadzenia Narodowego XII kadencji.
Działacz Unii na rzecz Demokracji Francuskiej, a w jej ramach Partii Ludowej na rzecz Demokracji Francuskiej. Opuścił tę ostatnią w 1998, dołączając do Demokracji Liberalnej. Z DL dołączył do Unii na rzecz Ruchu Ludowego, przekształconej później w partię Republikanie. W 2014 został sekretarzem krajowym odpowiedzialnym za sprawy europejskie.